# Emine Ayna

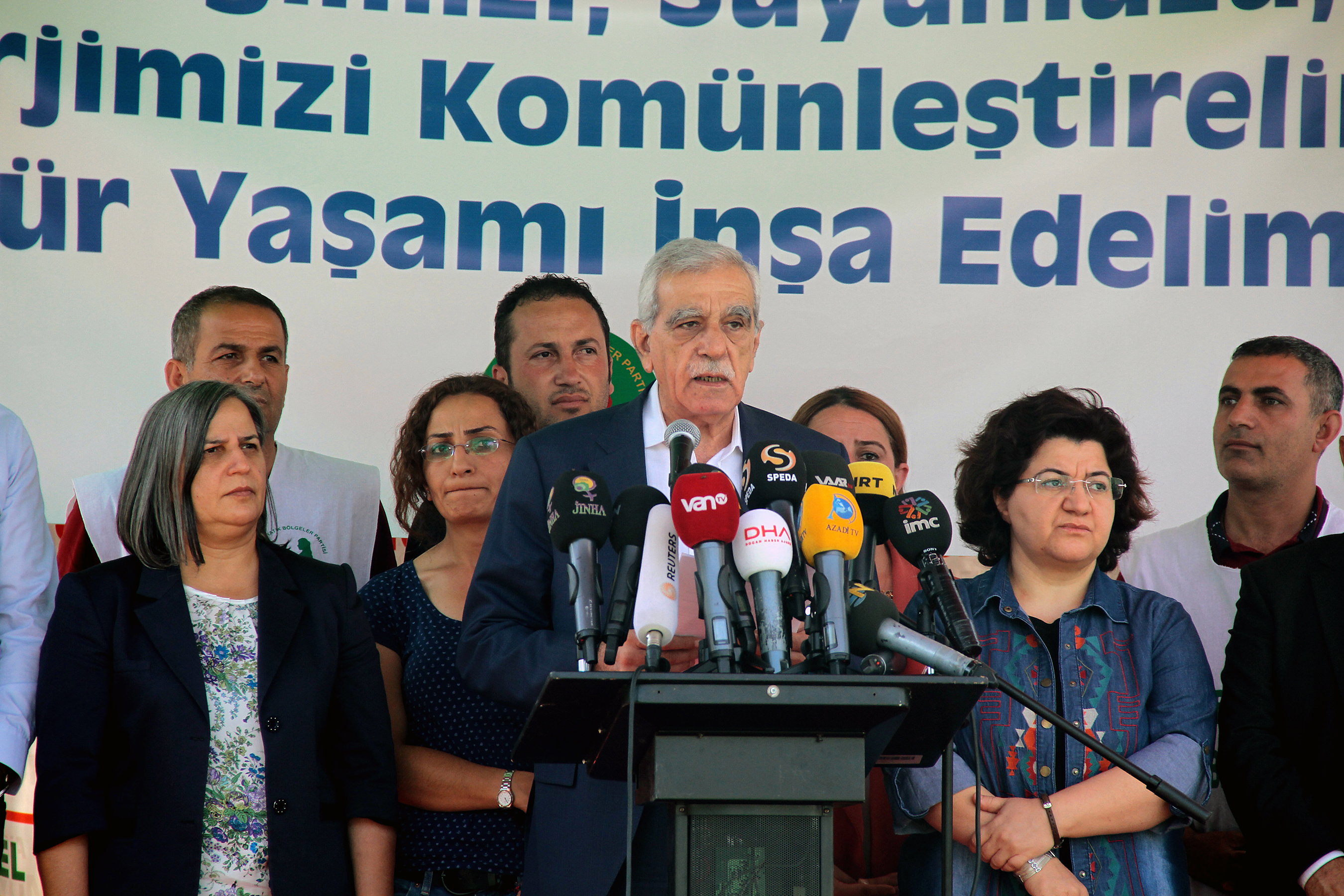
Emine Ayna (2. von links)

Emine Ayna (* 1. Juli 1968 in Dicle, Provinz Diyarbakır) ist eine zazaischstämmige türkische Politikerin und ehemalige Co-Vorsitzende der Demokratik Bölgeler Partisi (DBP). Ayna war zwei Legislaturperioden lang Abgeordnete im türkischen Parlament.

## Persönliches
Nach dem Abitur war sie Mitgründerin und später Vorsitzende des Frauenvereins Gökkuşağı Kadın Derneği. Sie nahm als unabhängige Kandidatin für die Provinz Mardin an den Parlamentswahlen 2007 teil und zog mit 15,57 % der Stimmen ins Parlament. Bis zum Verbot der Demokratik Toplum Partisi (DTP) am 11. Dezember 2009 war sie dessen stellvertretende Generalsekretärin. Emine Ayna war Mitglied der BDP-Fraktion im türkischen Parlament. Sie lebte vor der Wahl in Adana.
Emine Ayna ist die Cousine von Ömer Ayna, der zusammen mit Mahir Çayan Mitglied der Türkischen Volksbefreiungspartei-Front war und bei einem Schusswechsel 1972 im Dorf Kızıldere der Provinz Tokat getötet wurde. Obwohl sie Kurdin ist, spricht Emine Ayna kein Kurdisch.
Emine Ayna gehörte mit anderen wie Nurettin Demirtaş zu den Hardlinern innerhalb der DTP. So bezeichnete Emine Ayna den ersten Überfall der PKK vom 15. August 1984 auf Eruh und Şemdinli bei einem Vortrag in Lice als Siegesfest des 15. August.
Am 2. Dezember 2008 sagte sie auf einer Wahlveranstaltung der DTP in Varto, dass jeder Kandidat, der sich nicht in der DTP zur Wahl stellt, kein Kurde sei.
Nach dem Verbot der DTP am 11. Dezember 2009 trat Ayna der Barış ve Demokrasi Partisi (BDP) bei. Für die Parlamentswahlen im Juni 2011 stellte sie sich als unabhängige Kandidatin für Diyarbakır auf und wurde wieder gewählt. Als die BDP sich 2014 in Demokratik Bölgeler Partisi umbenannte, wurde Ayna zusammen mit Kamuran Yüksek zur Doppelspitze gewählt. Für die Wahlen 2015 stellte sich Ayna nicht wieder zu Wahl.

## Standpunkt zur PKK
Emine Ayna, Co-Vorsitzende der DTP, sagte in einem Interview über die PKK, ihre Partei verleugne die PKK nicht und sehe sie auch nicht als Terrororganisation. In einem weiteren Interview begründet sie diese Haltung wie folgt:

„Wenn sie (die Türkei, EU und die USA) Terror gleichsetzen mit militärischem Kampf für Rechte, hätten sie auch Nordiraks Kurdenparteien, die gegen Saddam kämpften, als Terroristen bezeichnen müssen.“

## Polizeiliche und Juristische Verfolgung
Der 11. Hohe Kriminalgerichtshof in Ankara hat Ende September 2009 die polizeiliche Zwangsvorführung von Emine Ayna und Selahattin Demirtaş am 29. Dezember 2009 zu einem staatsanwaltschaftlichen Verhör beschlossen. Emine Ayna hat bereits angekündigt nichts auszusagen.
2023 wurde sie zu zweieinhalb Jahren Freiheitsstrafe verurteilt. Als Grund wurde ihr Terrorpropaganda vorgeworfen. Emine Ayna hielt als Parlamentsabgeordnete öffentliche politische Reden zur Lösung der kurdischen Frage. Im Rahmen des Prozesses saß sie bereits neun Monate in Untersuchungshaft. Emine Ayna war eine von 108 Angeklagten im sogenannten „Kobanê-Verfahren“. Der Haftbefehl ging 2020 gegen sie und 16 weitere Spitzenpolitiker der DBP und ihrer Schwesterpartei HDP.